# Shenmu
Shenmu (en chino, 神木; pinyin, Shénmù) es un municipio  bajo la administración directa de la Prefectura Yulin en la Provincia de Shaanxi, República Popular China.  Su área es de 7473 km² y su población total para 2010 superó los 450 mil habitantes. 

## Administración
Desde julio de 2020, el Municipio Shenmu se divide en 20 pueblos que se administran en 6 subdistritos y 14  poblados.

## Toponimia
El topónimo Shenmu significa 'árboles sagrados'. En la dinastía Yuan (1269), Yunzhou (云州) pasó a llamarse Shenmu. Según la "Crónica del condado Shenmu"; hay dos árboles sagrados en la montaña Xunshan (巽山), por eso se llamó así; también se dice que hay tres pinos antiguos en el este de la antigua ciudad, plantados durante la dinastía Tang, dos o tres personas se abrazaron y las ramas estaban conectadas. La gente decía que era mágico.